# Porte d'Arras (métro de Lille)
Porte d'Arras est une station de la ligne 2 du métro de Lille. Elle est située, au-dessus du boulevard d'Alsace entre le boulevard d'Arras et de la rue d'Artois, dans le quartier Moulins à Lille.
Elle est mise en service en 1989.  Elle est proche de la sortie Moulins de l'autoroute A25.

## Situation sur le réseau

Plan du métro de Lille.

Établie en aérien, la station Porte d'Arras est située sur la ligne 2 du métro de Lille, entre la station Porte des Postes, en direction de la station terminus nord-ouest Saint-Philibert, et la station Porte de Douai - Jardin des Plantes, en direction de la station terminus nord-est CH Dron.

## Histoire
La station Porte d'Arras est mise en service 3 avril 1989 lors de l'ouverture à l'exploitation de la ligne 1 bis entre les stations Saint-Philibert et Gares,. Elle doit son nom au fait qu'elle se situe près de l'ancien emplacement de la porte d'Arras, disparue lors de la destruction des remparts de la ville. Le bâtiment présente les caractéristiques d'une architecture futuriste : bâtiment massif, déstructuration géométrique global du bâtiment (rupture avec l'architecture traditionnelle), l'impression de vitesse et de mouvement donnée par les lignes, une présence massive des vitres et de l'ouverture vers l'extérieur et une montée vers le ciel avec ses lignes verticales. Le bâtiment ne présente aucun ornement ou sculpture particulière, ce qui focalise l'œil du spectateur et du passager sur l'architecture typique de cette porte[réf. souhaitée].
En 1994, la ligne 1 bis est renommée ligne 2. Les vitres des portes d'entrée de la station sont rarement brisées et en général très vite remplacées, même si en 2010, cinq vitres de la toitures ont explosé mystérieusement.

## Services aux voyageurs

### Accès et accueil
Située boulevard d'Alsace, elle dispose d'une entrée, au niveau de la rue, donnant sur la salle des billets, aux tourniquets de contrôle et aux escaliers et ascenseurs pour monter au niveau des voies et accéder aux deux quais latéraux.

### Desserte
La station est desservie tous les jours de la semaine : les premières rames débutent leur service : du lundi au samedi à 05h08 au départ de CH Dron et à 05h12 au départ de Saint-Philibert, et les dimanches et fêtes, à 05h08 au départ de CH Dron et à 05h12 au départ de Saint-Philibert ; les dernières rames débutent leur service : du lundi au jeudi à 05h08, les vendredi et samedi à 00h10 au départ de Saint-Philibert et tous les jours à 23h56 au départ de CH Dron. La fréquence de passage des rames est de : en journée : 1 à 2 minutes du lundi au vendredi, 2 à 4 minutes les samedis, 4 à 6 minutes les dimanches et fêtes ; et tous les jours, 6 à 8 minutes avant 6h et après 22h.
Elle fait également partie du service renforcé, fonctionnant aux heures de pointe de septembre à juin, de 7h à 9h et de 16h30 à 18h45,  une rame sur deux a pour terminus Lomme - Lambersart - Arthur-Notebart ou Roubaix - Grand-Place, ce qui permet un dessert de la station toutes les 1,18 minute. L'information des stations terminus est indiquée sur les écrans situés sur les quais.

### Intermodalité

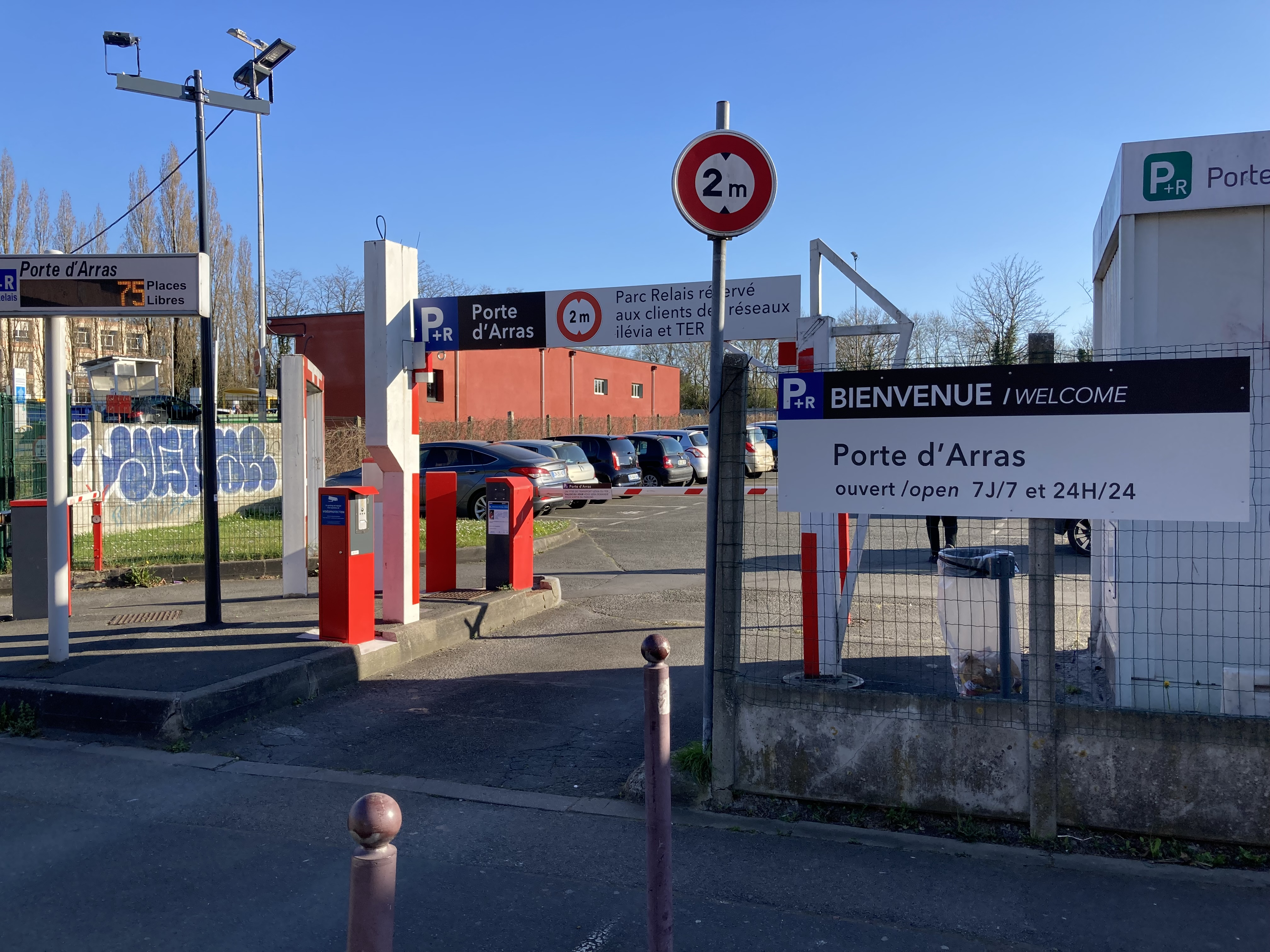
Entrée du parking relais de la station de métro Porte d'Arras

Un parking relais d'une capacité de 100 places et accessible uniquement avec un titre de transport Ilévia est située à proximité de la station. Une station V'Lille est également située à proximité de la station.
Elle est desservie par les lignes 14 et Citadine de Lille du réseau Ilévia ainsi que par les lignes 852, 856, 858, 871 et 883 du réseau interurbain Arc-en-Ciel 2.

## À proximité
- Moulins (quartier)
- jardin des plantes de Lille
- Faculté de Droit de l'université de Lille
- Lycée César-Baggio
- La déchèterie de Lille
- Mosquée Al-Imane de Lille